# Neuropeptidni Y receptor Y2
Neuropeptidni Y receptor tip 2 je protein koji je kod ljudi kodiran  genom.

## Selektivni ligandi

### Agonisti
- Neuropeptid Y (endogeni agonist, nije podtip selektivan)
- Neuropeptidni Y fragment 13-36 ( selektivni agonist)
- 2-Tiouridin 5'-trifosfat
- Peptid YY
- Peptid YY 3-36 fragment[3]

## Literatura
1. ↑  Rose PM, Fernandes P, Lynch JS, Frazier ST, Fisher SM, Kodukula K, Kienzle B, Seethala R (1995). „Cloning and functional expression of a cDNA encoding a human type 2 neuropeptide Y receptor”. J Biol Chem. 270 (39): 22661—4. PMID 7559383. doi:10.1074/jbc.270.39.22661.
2. ↑  „Entrez Gene: NPY2R neuropeptide Y receptor Y2”.
3. ↑  Murphy KG, Dhillo WS, Bloom SR (2006). „Gut peptides in the regulation of food intake and energy homeostasis”. Endocrine Reviews. 27 (7): 719—27. PMID 17077190. doi:10.1210/er.2006-0028.

## Dodatna literatura
- Wan CP, Lau BH (1997). „Neuropeptide Y receptor subtypes.”. Life Sci. 56 (13): 1055—64. PMID 9001438. doi:10.1016/0024-3205(95)00041-4.
- Parker E, Van Heek M, Stamford A (2002). „Neuropeptide Y receptors as targets for anti-obesity drug development: perspective and current status.”. Eur. J. Pharmacol. 440 (2-3): 173—87. PMID 12007534. doi:10.1016/S0014-2999(02)01427-9.
- Herzog H; Hort YJ; Ball HJ;  . (1992). „Cloned human neuropeptide Y receptor couples to two different second messenger systems.”. Proc. Natl. Acad. Sci. U.S.A. 89 (13): 5794—8. PMC 402104 . PMID 1321422. doi:10.1073/pnas.89.13.5794.
- Gerald C; Walker MW; Vaysse PJ;  . (1995). „Expression cloning and pharmacological characterization of a human hippocampal neuropeptide Y/peptide YY Y2 receptor subtype.”. J. Biol. Chem. 270 (45): 26758—61. PMID 7592910. doi:10.1074/jbc.270.45.26758.
- Lynch JW; Lemos VS; Bucher B;  . (1994). „A pertussis toxin-insensitive calcium influx mediated by neuropeptide Y2 receptors in a human neuroblastoma cell line.”. J. Biol. Chem. 269 (11): 8226—33. PMID 8132547.
- Gehlert DR; Beavers LS; Johnson D;  . (1996). „Expression cloning of a human brain neuropeptide Y Y2 receptor.”. Mol. Pharmacol. 49 (2): 224—8. PMID 8632753.
- Yan H; Yang J; Marasco J;  . (1996). „Cloning and functional expression of cDNAs encoding human and rat pancreatic polypeptide receptors.”. Proc. Natl. Acad. Sci. U.S.A. 93 (10): 4661—5. PMC 39335 . PMID 8643460. doi:10.1073/pnas.93.10.4661.
- Ammar DA; Eadie DM; Wong DJ;  . (1997). „Characterization of the human type 2 neuropeptide Y receptor gene (NPY2R) and localization to the chromosome 4q region containing the type 1 neuropeptide Y receptor gene.”. Genomics. 38 (3): 392—8. PMID 8975716. doi:10.1006/geno.1996.0642.
- Snow BE; Hall RA; Krumins AM;  . (1998). „GTPase activating specificity of RGS12 and binding specificity of an alternatively spliced PDZ (PSD-95/Dlg/ZO-1) domain.”. J. Biol. Chem. 273 (28): 17749—55. PMID 9651375. doi:10.1074/jbc.273.28.17749.
- Caberlotto L; Fuxe K; Rimland JM;  . (1998). „Regional distribution of neuropeptide Y Y2 receptor messenger RNA in the human post mortem brain.”. Neuroscience. 86 (1): 167—78. PMID 9692752. doi:10.1016/S0306-4522(98)00039-6.
- Goumain M; Voisin T; Lorinet AM;  . (2001). „The peptide YY-preferring receptor mediating inhibition of small intestinal secretion is a peripheral Y(2) receptor: pharmacological evidence and molecular cloning.”. Mol. Pharmacol. 60 (1): 124—34. PMID 11408607.
- Cox HM, Tough IR (2002). „Neuropeptide Y, Y1, Y2 and Y4 receptors mediate Y agonist responses in isolated human colon mucosa.”. Br. J. Pharmacol. 135 (6): 1505—12. PMC 1573267 . PMID 11906964. doi:10.1038/sj.bjp.0704604.
- Uddman R; Möller S; Nilsson T;  . (2003). „Neuropeptide Y Y1 and neuropeptide Y Y2 receptors in human cardiovascular tissues.”. Peptides. 23 (5): 927—34. PMID 12084524. doi:10.1016/S0196-9781(02)00003-7.
- Strausberg RL; Feingold EA; Grouse LH;  . (2003). „Generation and initial analysis of more than 15,000 full-length human and mouse cDNA sequences.”. Proc. Natl. Acad. Sci. U.S.A. 99 (26): 16899—903. PMC 139241 . PMID 12477932. doi:10.1073/pnas.242603899.
- Hyland NP; Sjöberg F; Tough IR;  . (2004). „Functional consequences of neuropeptide Y Y 2 receptor knockout and Y2 antagonism in mouse and human colonic tissues.”. Br. J. Pharmacol. 139 (4): 863—71. PMC 1573894 . PMID 12813010. doi:10.1038/sj.bjp.0705298.
- Hung CC; Pirie F; Luan J;  . (2004). „Studies of the peptide YY and neuropeptide Y2 receptor genes in relation to human obesity and obesity-related traits.”. Diabetes. 53 (9): 2461—6. PMID 15331560. doi:10.2337/diabetes.53.9.2461.
- Gerhard DS; Wagner L; Feingold EA;  . (2004). „The status, quality, and expansion of the NIH full-length cDNA project: the Mammalian Gene Collection (MGC).”. Genome Res. 14 (10B): 2121—7. PMC 528928 . PMID 15489334. doi:10.1101/gr.2596504.

## Spoljašnje veze
- „Neuropeptide Y Receptors: Y2”. IUPHAR Database of Receptors and Ion Channels. International Union of Basic and Clinical Pharmacology. Архивирано из оригинала 03. 03. 2016. г.